# Куманска степа
Куманска степа (кт. Deşt-i Qıpçaq; узб. dashti-qipchoq) је територија, која је од 10. до 13. века наше ере заузимала велики део Евроазијске степе, где су живели Кумани, код Руса названи Половци. Код Арапа, туркијских народа и Парса названа је Дешт-и-Кипчак („Степа Кипчака”).